# Bâtiment du patriarcat de Belgrade
Le bâtiment du patriarcat de Belgrade (en serbe cyrillique : Зграда Патријаршије ; en serbe latin : Zgrada Patrijaršije) est situé à Belgrade, la capitale de la Serbie, dans la municipalité urbaine de Stari grad. En raison de son importance architecturale et religieuse, cet édifice, construit entre 1933 et 1935, figure sur la liste des monuments culturels protégés de la république de Serbie et sur la liste des biens culturels de la ville de Belgrade.

## Présentation

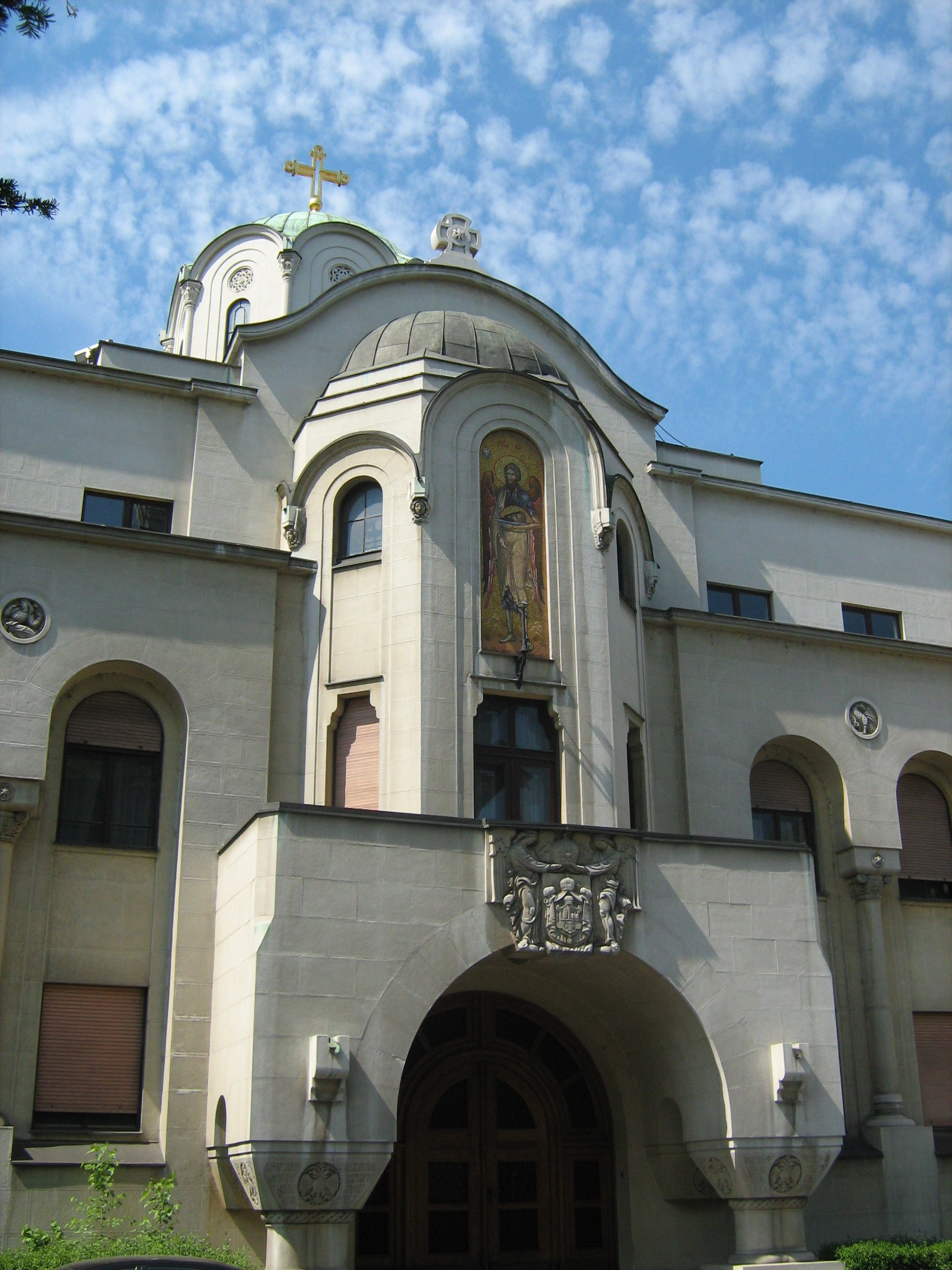
Détail du porche d'entrée

Le bâtiment du patriarcat de Belgrade, situé 6 rue Kneza Sime Markovića, a été construit entre 1933 et 1935 d'après un projet de l'architecte russe Viktor Lukomski, à l'emplacement de l'ancien archiépiscopat bâti en 1863. Il a été construit dans une version moderne du style serbo-byzantin. Il est orné de colonnes stylisées, de fenêtres regroupées par deux, de médaillons, de consoles et d'ouvertures voûtées, qui sont une libre adaptation par l'architecte des anciens modèles. L'entrée principale est particulièrement soignée, conçue dans un style monumental, avec des colonnes miniatures situées dans des niches voûtées et l'emblème de l'Église orthodoxe serbe. Au-dessus de l'entrée se trouve aussi une grande mosaïque représentant saint Jean Baptiste, réalisée d'après un dessin du peintre Vladimir Predojević. Le rez-de-chaussée est constitué d'arcades  portées par des colonnes et des chapiteaux inspirés de l'art byzantin. L'édifice abrite une chapelle dédiée à saint Siméon le myrthophore, la bibliothèque du patriarcat et le musée de l'Église orthodoxe serbe.

## L'apparence intérieure
En raison de la pente significative du domaine vers la terrasse de Sava, le bâtiment a reçu un nombre inégal d’étages sur les côtés longitudinaux latéraux. Au sous-sol et au rez-de-chaussée sont placées les institutions de l’EOS (l’Église orthodoxe serbe), les bureaux, les archives et la salle de tribunal ecclésiastique. Le premier étage est entièrement réservé au patriarche et comprend l’appartement, le cabinet, la chapelle, la bibliothèque, la salle à manger, la salle de réception et l’appartement pour les invités importants. Au second étage se trouvent les locaux de travail – la salle de réunion, la salle pour le parlement des évêques, le Synode et le Conseil du patriarcat. Le long des bâtiments du bloc est en butée l’annexe des suites pour les dirigeants de l’Église. Dans la cour intérieure est située la chapelle dédiée à Saint-Siméon, au-dessus de laquelle se dresse une coupole monumentale. Outre la fonction de siège de l’EOS, dans le bâtiment du patriarcat sont aussi situées deux institutions culturelles importantes : le musée de l’Église orthodoxe serbe et la bibliothèque du patriarcat.

## Collections
La riche collection du musée de l’EOS est particulièrement importante, située dans le Patriarcat, et représente l’exceptionnelle valeur religieuse, culturelle et historique. En effet, le but de cette institution depuis sa création était de réunir et de montrer le développement global de l’EOS à un endroit, sans la distinction d’aucune éparchie, personnalité ou époque. Bien que la plupart des crédits pour l’ouverture du musée reviennent au patriarche Barnabé et au professeur dr. Radoslav Grujic, il n’a été ouvert qu’au temps du patriarche Vikentije, en 1954. Les expositions proviennent de sources multiples alors que la plus grande partie est composée d’objets des monastères de Fruska Gora et des églises du Srem de l’est, qui ont été rendus de Zagreb dans lequel ils se trouvaient pendant l’occupation de la Seconde Guerre mondiale. L’inventaire restant se compose d’éléments qui ont été, avant 1941, pour les besoins du musée, recueillis par les professeurs Radoslav Grujic et Lazar Mirkovic. Dans le cadre de la collection du musée est représenté : la peinture ecclésiastique, les portraits des dignitaires de l’église, la vieille gravure serbe, les manuscrits et les livres imprimés serbes, toutes sortes d’habits, des éléments sacraux, des cadeaux votifs, la broderie de l’église, les tampons, les documents historiques et d’autres.